# 坎伯蘭 (愛荷華州)
坎伯蘭（英語：Cumberland）是一個位於美國愛荷華州卡斯縣的城市。

## 地理
坎伯蘭的座標為41°16′25″N 94°52′16″W / 41.27361°N 94.87111°W，而該地的平均海拔高度為397米（即1302英尺）。

## 人口
根據2010年美國人口普查的數據，坎伯蘭的面積為1.55平方千米，當中陸地面積為1.55平方千米，而水域面積為0.00平方千米。當地共有人口262人，而人口密度為每平方千米169人。